# Графологія
Графологія (від грец. γράφω — «пишу» і грец. λόγος — «учення») —- вчення, що стверджує про чіткий зв'язок між почерком та особистістю людини. Різні характеристики почерку вона використовує для того, щоб дізнатись про певні індивідуальні якості людини. Хоча її прихильники вказують на правильність окремих графологічних досліджень, переважна більшість дослідників вважає остаточно доведеною відсутність у методів графології будь-якої передбачувальної здатності. Це дає підстави вважати її псевдонаукою.
Деякі методи графології використовуються в криміналістиці та в спецслужбах.
Графологія є досить спірною галуззю знань.
Існує також графотерапія — яка за допомогою зміни почерку, може змінити характер людини.

## Сфери застосування графології
- Рекрутинг - Аналіз почерку допомагає компаніям витрачати менше часу на з'ясування компетенції кандидатів.[7]
- Профорієнтація  - Навички і інтереси особистості визначають професійну спрямованість.[7]
- Переговори — Графологія може передбачити, як людина буде реагувати на переговорах.[7]
- Сумісність — Оцінюється взаємозв'язок властивостей особистості в команді і партнерство.
- Безпека — Графологія може прогнозувати потенційну нечесність.
- Судово-медична експертиза — Графологічний аналіз дозволяє виявити підробку листа.
- Генеалогія — Аналіз почерку історичних особистостей допомагає зрозуміти чому вони вели себе так, а не інакше.

## Оцінка графології науковою спільнотою України
Науковою спільнотою як в Україні, так і за кордоном цінність графології як науки ставиться під значний сумнів. Переважна більшість дослідників вважає графологію псевдонауковою галуззю знань. Тим не менш, вона викладається в ряді вишів як наукова дисципліна, а певними навчальними закладами проводиться професійна підготовка фахівців-графологів.

## Що береться до уваги графологом
1. Розмір підпису:
а) великий — глобальне системне мислення;
 б) компактний — конкретне мислення.
2. Довжина підпису:
а) довга — здатність глибоко вникати в суть проблем; посидючість, зайва прискіпливість і занудство;
б) коротка — здатність швидко схоплювати суть подій. Нездатність до монотонної роботи.
3. Тип підпису:
 а) округлий — м'якість, доброта, врівноваженість;
 б) незграбний — нетерпимість, дратівливість, різкість, незалежність, честолюбство, впертість.
4. Відстань між буквами:
а) значна — щедрість, марнотратство;
 б) «щільний» підпис — економність, скупість (особливо, якщо букви дрібні).
5. Присутність в підписі різних елементів:
а) коло — зацикленість на проблемах та ідеях;
б) петельки — обережність, впертість;
в) малюнки — творче мислення;
г) комбінування елементів — прагнення оптимізувати свою діяльність.
6. Нахил підпису:
а) вліво — примхливість, яскраво виражений індивідуалізм;
б) вправо — збалансованість характеру, здатність до розуміння;
в) прямий нахил — стриманість, прямолінійність, розум;
г) різнотипний нахил — скритність, нещирість;
д) «лежачі» букви — наявність серйозних психологічних проблем.
7. Напрямок завершального штриха:
а) вгору — оптимізм;
б) вниз — схильність до песимізму;
в) прямо — збалансований характер;
8. Довжина «хвоста» підпису.
 Чим довший «хвіст», тим більше людина нетерпима до чужої думки. Це також ознака обачності й обережності. Чим «хвіст» коротший, тим людина безпечніша.
9. Підкреслення підпису:
а) знизу — самолюбство, уразливість, залежність від думки оточуючих;
б) зверху — гордість, марнославство;
 в) перекреслений підпис — самокритичність, невдоволення собою, сумнів.
10. Ознаки симетрії:
 а) симетричний — надійність;
 б) асиметричний — нестійкий характер, перепади настрою.
 в) стрибкоподібний — емоційність, неврівноваженість
11. Складність і простота:
 а) простий — людина живе за принципом «немає проблем»;
 б) «навантажений» — часто схильний «робити з мухи слона»;
 в) оригінальний — великий творчий потенціал.
12. Чіткість
 Чим більш зрозумілий підпис, тим більше відкрита особа.
13. Натиск:
а) надмірний — агресивність;
б) слабкий — скритність;
в) сильний — впевненість.